# Friday Harbor
Friday Harbor ist eine Stadt auf San Juan Island im US-amerikanischen Bundesstaat Washington und County Seat (Verwaltungssitz) des San Juan County. Das U.S. Census Bureau hat bei der Volkszählung 2020 eine Einwohnerzahl von 2613 ermittelt.

## Demografie
Zum Zeitpunkt der Volkszählung im Jahre 2000 (U.S. Census 2000) hatte die Stadt eine Landfläche von 3,5 km². Das Durchschnittsalter betrug 40,6 Jahre (nationaler Durchschnitt der USA: 35,3 Jahre). Das Pro-Kopf-Einkommen (englisch per capita income) lag bei 19.792 US-Dollar (nationaler Durchschnitt der USA: 21.587 US-Dollar).
12,0 % der Einwohner lagen mit ihrem Einkommen unter der Armutsgrenze (nationaler Durchschnitt der USA: 12,4 %). 20,4 % der Einwohner sind englischer-, 17,4 % irischer- und 15,4 % sind deutscher Abstammung. 

## Sonstiges
Friday Harbor ist das wichtigste Wirtschaftszentrum der San Juan Islands. Die Stadt beherbergt mit den zu der University of Washington gehörenden Friday Harbor Laboratories ein bekanntes meeresbiologisches Forschungsinstitut. Ebenso hat die militante Umweltschutzorganisation Sea Shepherd Conservation Society ihren Sitz in Friday Harbor. 

Friday Harbor
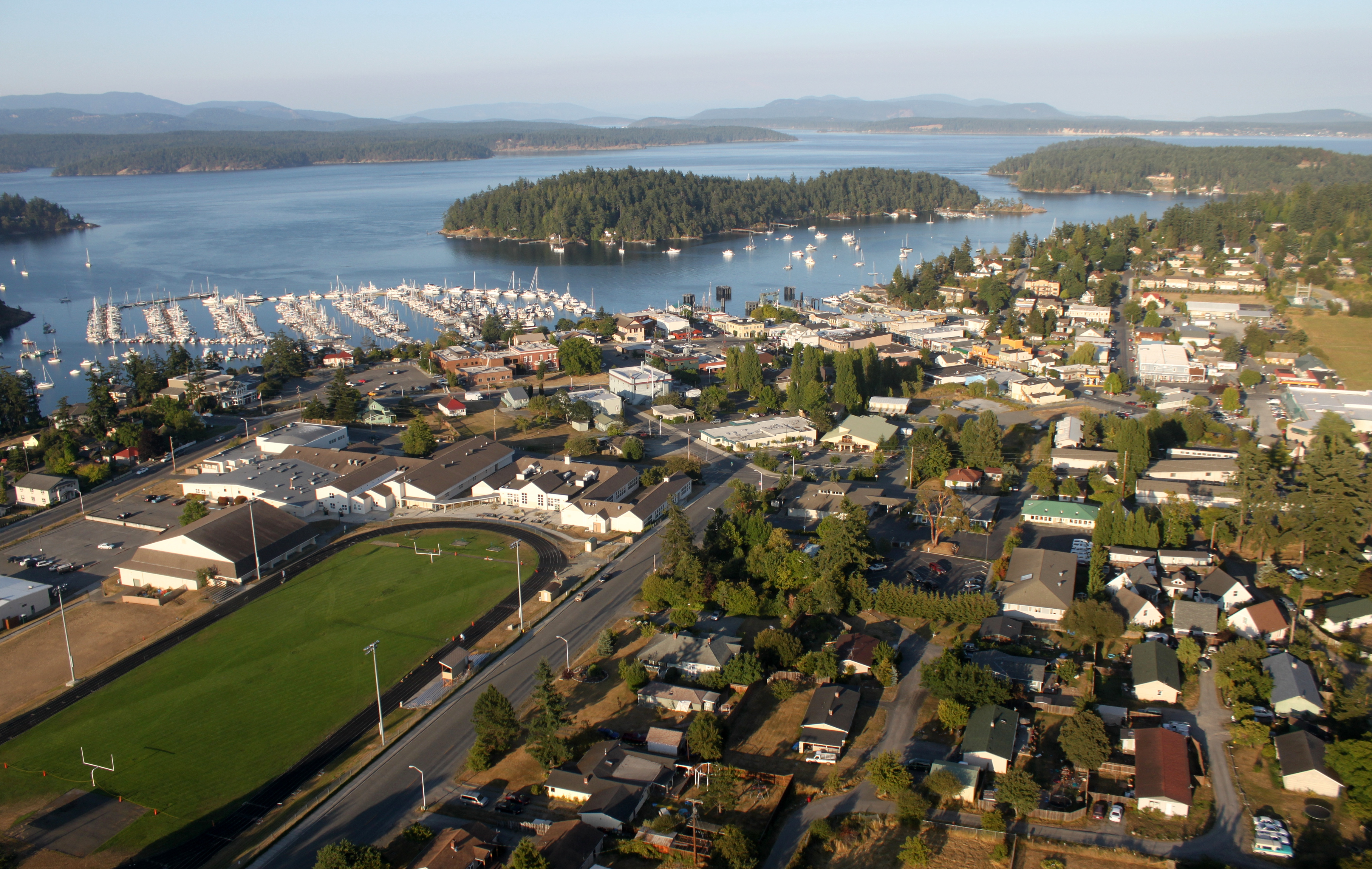
Luftbild Friday Harbor
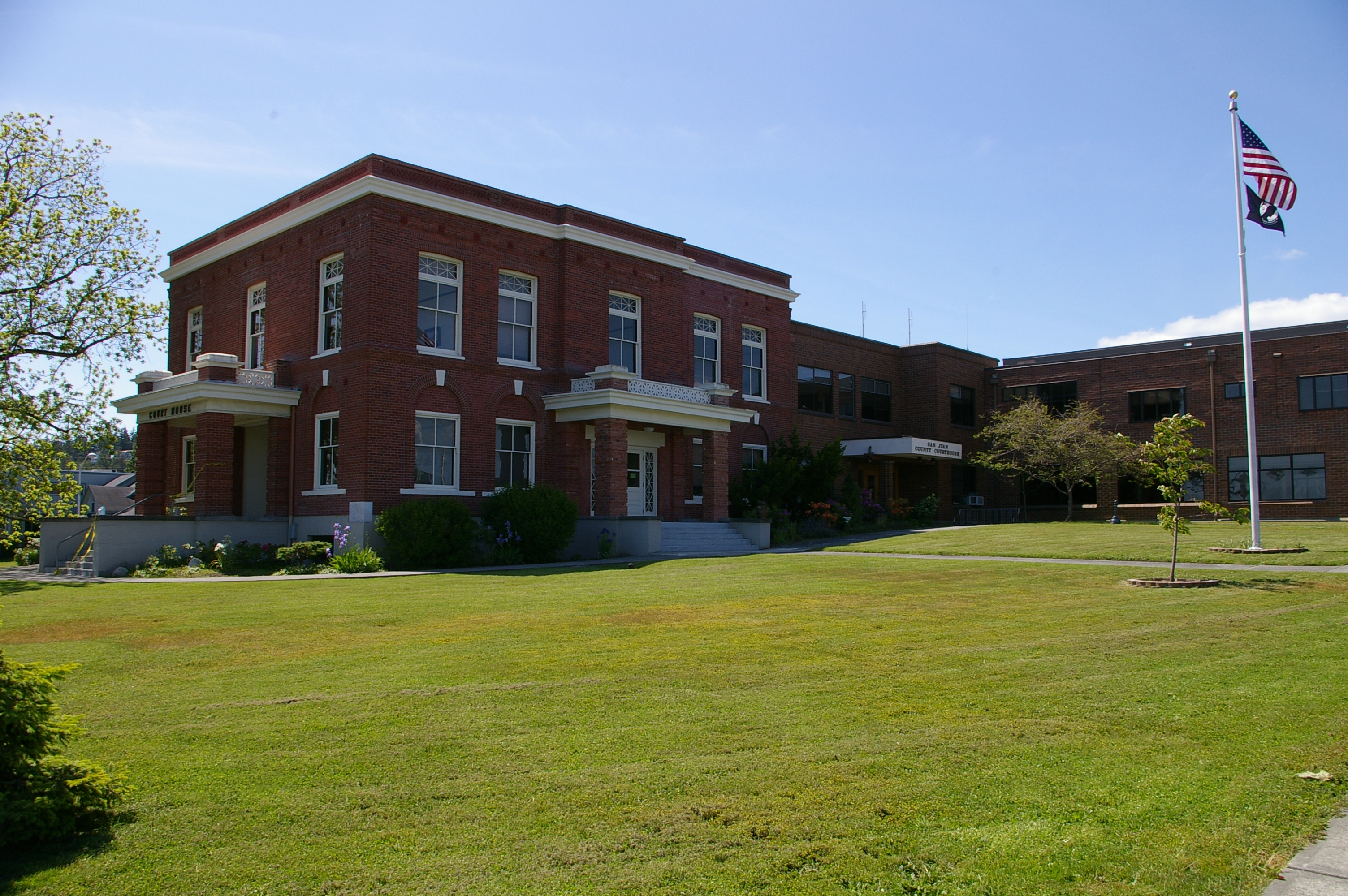
Gebäude des Bezirksgerichts